# Atletica leggera ai Giochi della XVIII Olimpiade - Lancio del martello

Video della Finale (film ufficiale dei Giochi)

La competizione del lancio del martello di atletica leggera ai Giochi della XVIII Olimpiade si è disputata nei giorni 17 e 18 ottobre 1964 allo Stadio Nazionale di Tokyo

## L'eccellenza mondiale
| Campione olimpico 1960   | 67,10      | Vasilij Rudenkov | Assente  |
| Campione europeo 1962    | 69,64      | Gyula Zsivótzky  | Presente |
| Primatista mondiale      | 70,67 1962 | Harold Connolly  | Presente |
| Vincitore dei Trials USA | 68,11      | Harold Connolly  | Presente |

Non è presente il campione in carica Rudenkov; i sovietici portano a Tokyo due ultratrentenni (Klim e Nikulin) e un giovane, Bakarinov.

## Risultati

### Turno eliminatorio
Qualificazione63,00 m
Quindici atleti ottengono la misura richiesta. 

La miglior prestazione appartiene all'ungherese Zsivótzky, che stabilisce il nuovo record olimpico con 67,99.

| Pos. | Atleta              | Nazione          | Lanci | Lanci | Lanci | Misura |
| Pos. | Atleta              | Nazione          | 1°    | 2°    | 3°    | Misura |
| ---- | ------------------- | ---------------- | ----- | ----- | ----- | ------ |
| 1    | Gyula Zsivótzky     | Ungheria         | 67,99 | -     | -     | 67,99  |
| 2    | Harold Connolly     | Stati Uniti      | 67,40 | -     | -     | 67,40  |
| 3    | Romual'd Klim       | Unione Sovietica | 67,10 | -     | -     | 67,10  |
| 4    | Zdzisław Smoliński  | Polonia          | 66,00 | -     | -     | 66,00  |
| 5    | Jurij Nikulin       | Unione Sovietica | 65,64 | -     | -     | 65,64  |
| 6    | Tadeusz Rut         | Polonia          | 65,03 | -     | -     | 65,03  |
| 7    | Uwe Beyer           | Germania         | 65,01 | -     | -     | 65,01  |
| 8    | Ed Burke            | Stati Uniti      | 62,23 | 64,94 | -     | 64,94  |
| 9    | Heinrich Thun       | Austria          | 64,73 | -     | -     | 64,73  |
| 10   | Sándor Eckschmiedt  | Ungheria         | 64,64 | -     | -     | 64,64  |
| 11   | Al Hall             | Stati Uniti      | 64,31 | -     | -     | 64,31  |
| 12   | Yury Bakarinov      | Unione Sovietica | 63,86 | -     | -     | 63,86  |
| 13   | Takeo Sugawara      | Giappone         | 63,84 | -     | -     | 63,84  |
| 14   | Olgierd Ciepły      | Polonia          | n     | 63,66 | -     | 63,66  |
| 15   | Josef Matoušek      | Cecoslovacchia   | 59,61 | 63,53 | -     | 63,53  |
| 16   | Hans Fahsl          | Germania         | 58,90 | n     | 62,35 | 62,35  |
| 17   | Howard Payne        | Gran Bretagna    | 61,90 | n     | 61,74 | 61,90  |
| 18   | Martin Lotz         | Germania         | 60,97 | 61,88 | 58,66 | 61,88  |
| 19   | Shohei Kasahara     | Giappone         | 56,38 | 61,87 | n     | 61,87  |
| 20   | Noboru Okamoto      | Giappone         | 58,99 | 60,78 | 61,51 | 61,51  |
| 21   | Birger Asplund      | Svezia           | 60,60 | 61,15 | 60,91 | 61,15  |
| 22   | Guy Husson          | Francia          | 60,04 | 59,86 | n     | 60,04  |
| 23   | John Francis Lawlor | Irlanda          | n     | 58,22 | 59,12 | 59,12  |
| 24   | Im Dong-Sil         | Corea del Sud    | n     | 53,71 | 56,43 | 56,43  |

### Finale
Gyula Zsivótzky (campione europeo in carica) si migliora con un lancio a 69,09. Quando sta già pregustando la vittoria, il sovietico Klim lancia una bordata a 69,74 che gli vale la medaglia d'oro e il nuovo record olimpico.

Non è mai in gara invece il primatista mondiale Harold Connolly, che rimane lontano dalle medaglie finendo sesto.
| Pos.    | Atleta             | Età | Nazione          | Lanci | Lanci | Lanci | Lanci           | Lanci           | Lanci           | Misura |
| Pos.    | Atleta             | Età | Nazione          | 1°    | 2°    | 3°    | 4°              | 5°              | 6°              | Misura |
| ------- | ------------------ | --- | ---------------- | ----- | ----- | ----- | --------------- | --------------- | --------------- | ------ |
| Oro     | Romual'd Klim      | 31  | Unione Sovietica | 67,19 | 64,64 | 68,59 | 69,74           | 68,81           | 68,17           | 69,74  |
| Argento | Gyula Zsivótzky    | 27  | Ungheria         | 69,09 | 66,20 | 68,47 | 67,41           | 67,85           | 67,32           | 69,09  |
| Bronzo  | Uwe Beyer          | 19  | Germania         | 68,09 | 65,64 | 62,91 | n               | 65,71           | n               | 68,09  |
| 4       | Jurij Nikulin      | 33  | Unione Sovietica | 67,08 | 67,01 | 67,69 | n               | n               | 65,61           | 67,69  |
| 5       | Yury Bakarinov     | 26  | Unione Sovietica | 65,91 | 66,50 | 65,39 | 65,25           | 66,72           | n               | 66,72  |
| 6       | Harold Connolly    | 33  | Stati Uniti      | n     | 62,95 | 66,65 | n               | 64,73           | n               | 66,65  |
| 7       | Ed Burke           | 24  | Stati Uniti      | 65,66 | 65,06 | 62,68 | Non qualificati | Non qualificati | Non qualificati | 65,66  |
| 8       | Olgierd Ciepły     | 28  | Polonia          | 64,83 | n     | n     | Non qualificati | Non qualificati | Non qualificati | 64,83  |
| 9       | Josef Matoušek     | 36  | Cecoslovacchia   | 64,49 | 64,59 | 63,29 | Non qualificati | Non qualificati | Non qualificati | 64,59  |
| 10      | Tadeusz Rut        | 33  | Polonia          | 61,03 | 61,94 | 64,52 | Non qualificati | Non qualificati | Non qualificati | 64,52  |
| 11      | Sándor Eckschmiedt | 26  | Ungheria         | 63,83 | 63,19 | n     | Non qualificati | Non qualificati | Non qualificati | 63,83  |
| 12      | Al Hall            | 30  | Stati Uniti      | 59,72 | 62,35 | 63,82 | Non qualificati | Non qualificati | Non qualificati | 63,82  |
| 13      | Takeo Sugawara     | 26  | Giappone         | n     | 62,66 | 63,69 | Non qualificati | Non qualificati | Non qualificati | 63,69  |
| 14      | Zdzisław Smoliński | 22  | Polonia          | n     | n     | 62,90 | Non qualificati | Non qualificati | Non qualificati | 62,90  |
| 15      | Heinrich Thun      | 26  | Austria          | 62,76 | 62,41 | n     | Non qualificati | Non qualificati | Non qualificati | 62,76  |